# 布隆伯格公共卫生学院
约翰斯·霍普金斯大学布隆伯格公共卫生学院（英語：Johns Hopkins Bloomberg School of Public Health），又译作彭博公共卫生学院，位于美国马里兰州巴尔的摩市，隶属于世界一流大学——约翰斯·霍普金斯大学。1916年由洛克菲勒基金会出资建立。最初名为“卫生与公共健康学院”（School of Hygiene and Public Health）。2001年为表彰资助者，校友迈克尔·布隆伯格而改今名。布隆伯格公共卫生学院是全世界公共卫生与健康科学、政策和管理领域规模最大、历史最悠久的高等学府，在美国政府及世界卫生组织拥有重大影响力。

## 系所
- 卫生政策与管理学系
- 流行病学系
- 生物统计学系
- 生物化学与分子生物学系
- 分子微生物学与免疫学系
- 健康、行为与社会学系
- 环境健康科学系
- 人口、家庭与生育健康系
- 国际卫生系
- 精神卫生系

## 影响力
自从《美国新闻与世界报道》开始大学排名以来，布隆伯格学院的专业排名就始终是第一名（二三名分别为哈佛和哥伦比亚大学）。布隆伯格公共卫生学院素有公共卫生领域的哈佛商学院之称，其旗舰项目MPH（Master of Public Health，公共卫生管理硕士）可与任何医疗健康管理方向的顶尖MBA媲美。学院每年的经费投入高达三亿美元以上，超过全美前20所公共卫生学院其余19所开支的总和，研究项目遍布全球160多个国家和地区。从1916年创建至今，布隆伯格为美国和全世界输送了无数顶尖的科学家和公共卫生管理人才，包括多位美国卫生部部长、美国总统顾问及数十位美国国家科学院院士。
布隆伯格学院的教学医院——约翰斯·霍普金斯医院，连续30年被评为全美最佳医院。

## 知名華人校友
- 陳建仁：中華民國副總統，中央研究院院士，國際知名「砷中毒」權威學者、臺灣B型肝炎疫苗全面接種的推手之一，也是肝癌等癌症研究專家。
- 李桓英：公共卫生学家，发明漢生病（舊稱痲瘋病）「短程联合化疗方法」，中国驻世界卫生组织第一人。
- 童村：获得公共卫生学博士学位。医学家、微生物学家，上海医药工业研究院副院长。中国抗生素事业的奠基人和先驱者。